# جوش ستراوس
جوش ستراوس (بالإنجليزية: Josh Strauss)‏ هو لاعب اتحاد الرغبي جنوب أفريقي، ولد في 23 أكتوبر 1986 في Bellville, South Africa ‏ في جنوب أفريقيا.

## وصلات خارجية
- جوش ستراوس على موقع دوري الرغبي الممتاز (الإنجليزية)
- جوش ستراوس عل موقع إسبنسكروم (الإنجليزية)
- جوش ستراوس على موقع ItsRugby.co.uk (الإنجليزية)